# 沃格吉河
39°01′53″N 46°45′23″E / 39.0314526°N 46.7562675°E

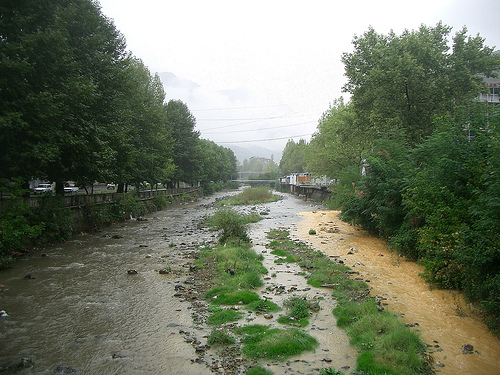

沃格吉河是西亞的河流，流經阿塞拜疆和亞美尼亞，屬於阿拉斯河的左支流，處於小高加索山脈，河畔城鎮有贊格蘭、卡賈蘭和卡潘。